# John Mosby
John Singleton Mosby (The Grey Ghost) (ur. 6 grudnia 1833, zm. 30 maja 1916 w Waszyngtonie) – dowódca batalionu kawalerii konfederatów, w czasie wojny secesyjnej. Jeden z członków brygady Jeba Stuarta. Znany później z niezależnych nalotów na terytorium Unii.
W marcu 1863 zasłynął śmiałym atakiem na terytorium wroga i zajęciem hrabstwa Fairfax (Północna Wirginia). Tam też pojmał trzech wysokich rangą oficerów Unii, w tym gen. Edwina H. Stocktona, który został schwytany w swoim łóżku.
Po klęsce Roberta Lee, w 1865 Mosby odmówił poddania się, ale wkrótce rozwiązał swój oddział. Po zakończeniu wojny rozpoczął działalność polityczną w Partii Republikańskiej, wspierając kandydaturę Ulyssesa Granta na stanowisko prezydenta USA. W latach 1878–1885 był amerykańskim konsulem w Hongkongu.

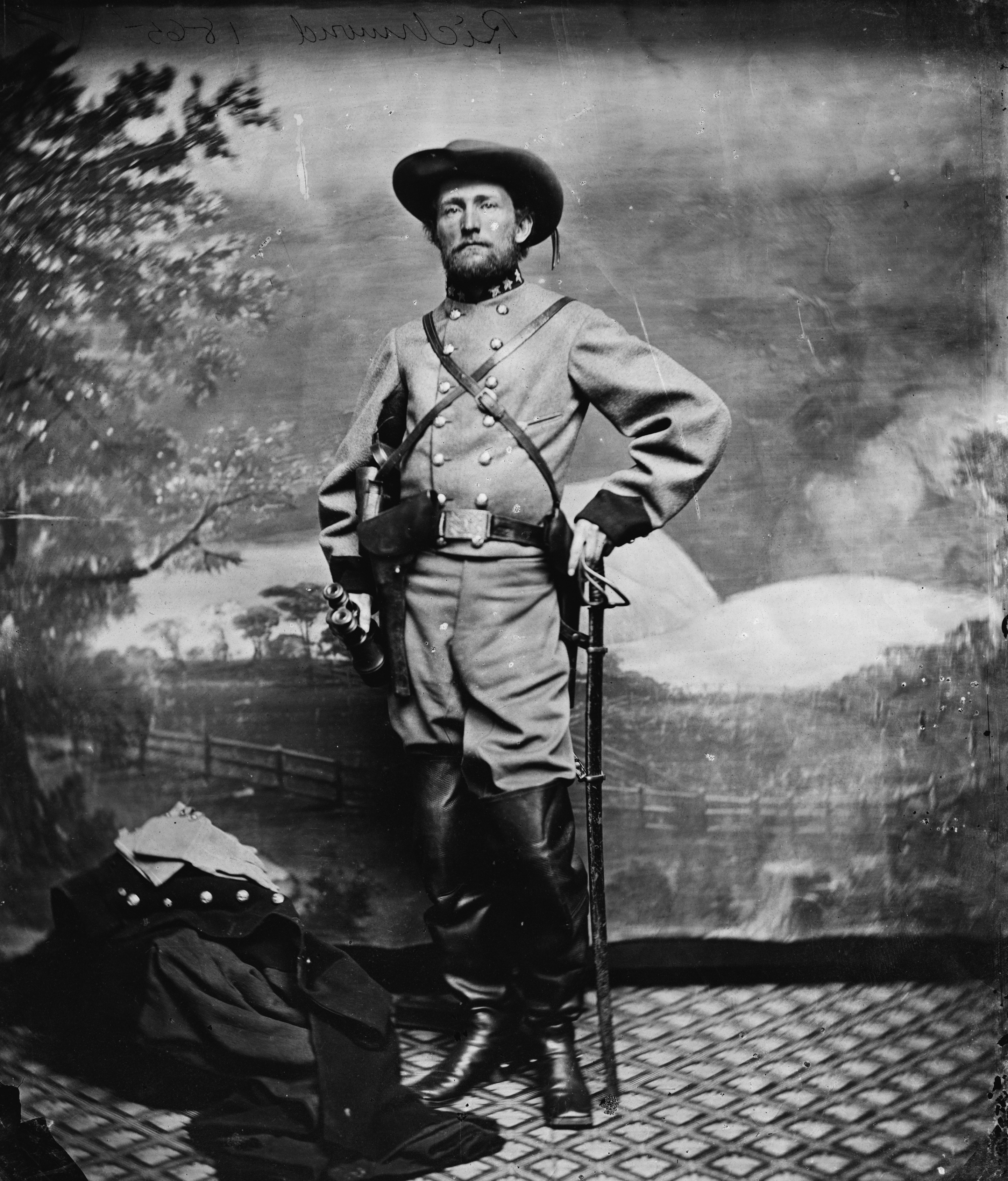
Pułkownik John Singleton Mosby

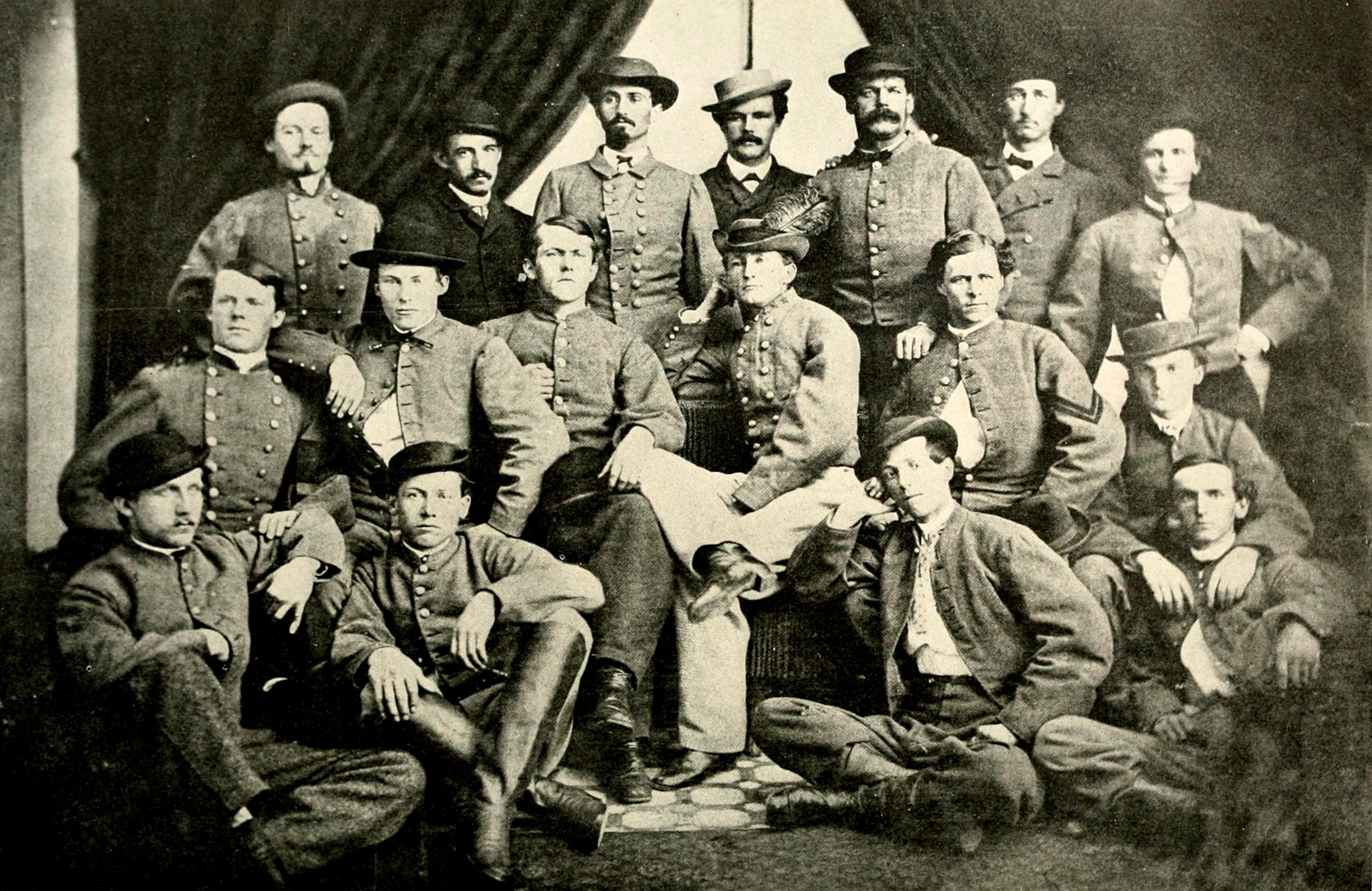
Rangerzy Mosby’ego

## Młodość
Mosby urodził się w Powhatan County w Wirginii. Był synem Virginny McLaurine i Alfreda Daniela Mosby’ego, absolwenta Hampden-Sydney College i potomka starego angielskiego rodu (jego przodek Richard Mosby urodził się w Anglii w 1600 roku przybył do Charles City, w stanie Wirginia w początkach XVII stulecia). J.S. Mosby został nazwany na cześć dziadka, Johna Singletona.
Mosby rozpoczął naukę w szkole o nazwie Murrell Shop. Kiedy jego rodzina przeniosła się do Albemarle County w Wirginii (w pobliżu Charlottesville) około 1840 roku, John zaczął uczęszczać do szkoły w Woods Fry, po czym, w wieku dziewięciu lat przeniósł się do szkoły w Charlottesville. Z powodu swojego niskiego wzrostu i słabego zdrowia w szkole był często ofiarą zbirów. Nie wycofał się i nie utracił pewności siebie, ale próbował przeciwstawić się swoim prześladowcom, chociaż – jak napisał w swoim pamiętniku – nigdy nie udało mu się wygrać walki ze wszystkimi.
W 1849 Mosby rozpoczął naukę na University of Virginia, wybierając studia klasyczne i dołączając do Waszyngtońskiego Towarzystwa Literackiego i Debaty o Unii. Uzyskiwał bardzo dobre oceny z łaciny, greki i literatury, ale nauka matematyki sprawiała mu problem.
W wyniku pewnego przewinienia Mosby został skazany na rok więzienia w Charlottesville oraz grzywnę w wysokości pięciuset dolarów. Później odkrył, że został usunięty z uczelni, zanim stanął przed sądem.
W czasie odbywania kary Mosby zawarł przyjaźń ze swoim prokuratorem, adwokatem Williamem J. Robertsonem. Kiedy wyraził chęć studiowania prawa Robertson zaproponował, by skorzystał z jego biblioteki. Mosby studiował prawo przez resztę swojego pobytu w więzieniu. Później złożył wniosek o ułaskawienie, do którego przychyliło się dziewięciu z dwunastu sędziów. Z dwóch sędziów, którzy byli negatywnie nastawieni do złożonego przez niego wniosku, jeden nienawidził studentów, a drugi ojca Mosby’ego – Alfreda. Poza tym były inne petycje, z uczelni, rodziców Mosby’ego, oświadczenia złożone przez kilku lekarzy, stwierdzające, że ze względu na słaby stan zdrowia Mosby’ego, dwunastomiesięczny pobyt w więzieniu może zagrażać jego życiu. Mosby’ego zaczęło mdlić, kiedy pogoda się pogorszyła, i cierpiał w małych celach więziennych. 23 grudnia 1853, gubernator ułaskawił Mosby’ego, a na początku 1854 roku jego grzywna została uchylona.

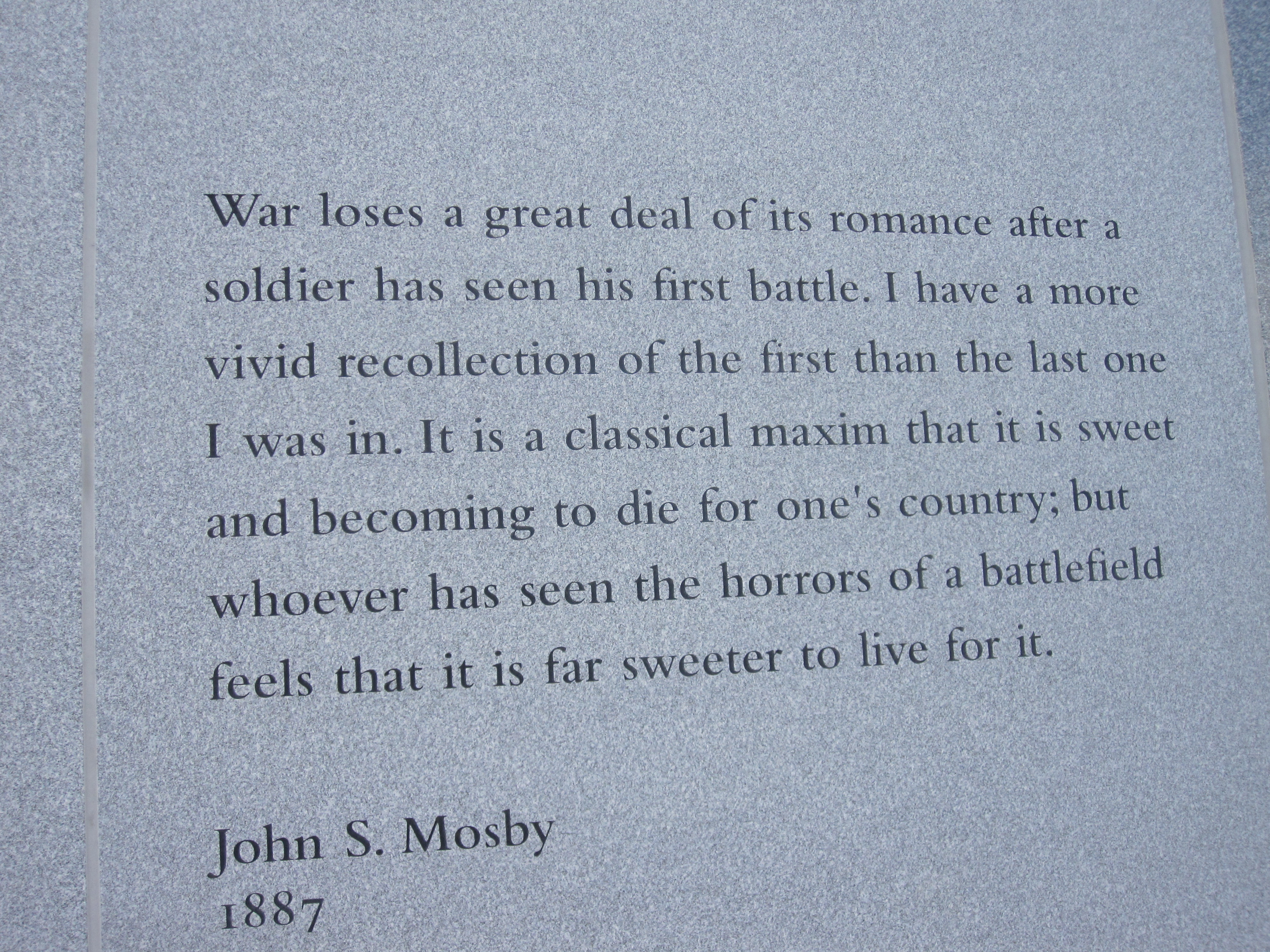
„War Loses Its Romance”: Inskrypcja cytatów Mosby’ego na cmentarzu Veterans Memorial w Scranton, Pennsylvania

## Początki kariery i małżeństwo
Po studiach Mosby pracował przez wiele miesięcy w kancelarii Robertsona, został przyjęty do palestry i założył własną praktykę w pobliżu Howardsville.
W tym czasie Mosby poznał Pauline Clarke, która przebywała z wizytą poza miastem. On był metodystą, ona katoliczką, ale to nie miało dla nich znaczenia. Jej ojciec był aktywnym adwokatem i świetnym politykiem. Pobrali się w hotelu w Nashville 30 grudnia 1857 i po roku mieszkania razem z rodzicami Mosby’ego, para osiedliła się w Bristolu, w stanie Wirginia, skąd było blisko do rodziny Clarke w Kentucky. Przed wojną mieli dwoje dzieci a jedno urodziło się już w czasie jej trwania.